# Pyrrhulina laeta
Pyrrhulina laeta är en fiskart som först beskrevs av Cope 1872.  Pyrrhulina laeta ingår i släktet Pyrrhulina och familjen Lebiasinidae. Inga underarter finns listade i Catalogue of Life.